# David Núñez
David Núñez Cerbesa (Iquitos, 10 de septiembre - Ibidem.,  24 de abril de 2021), denominado como el Rey de las pandillas, fue un cantante y compositor peruano, vocalista principal de la banda de pandillas de cumbia amazónica Explosión de Iquitos.

## Biografía

### Carrera musical
Nació en Iquitos, y desde temprana edad estuvo en los círculos de canto de la pandilla y cumbia amazónica, géneros muy populares en la Amazonía del Perú. Formó parte de la agrupación Explosión de Iquitos desde sus origines desde 1998. Núñez también formó parte de otras bandas como Orquesta Dinamita, Selva Brava, Grupo Ilusión e Internacional Pacífico.
Su pensamiento político estaba ligado a un fuerte regionalismo del departamento de Loreto, que influyó en Explosión.

A dónde vayamos siempre habrá un loretano, así como siempre lo digo, hasta en el último rincón de Alaska, habrá un loretano que siempre está con nuestra música.
David Núñez en Explosión de Iquitos nos cuenta todo sobre su trayectoria y éxitos desde 1998 de TV Perú, 26 de febrero de 2020.

### Fallecimiento
Núñez presentaba problemas respiratorios oficialmente desde el 16 de abril de 2021, y la organización pedía una recaudación a sus seguidores, llegó a necesitar oxígeno y se encontraba hospitalizado en el Hospital Regional de Iquitos. Falleció el 24 de abril de 2021 por COVID-19.

## Discografía

### Álbumes
- El sinvergüeza[3]
- De pronto llegaste[3]
- Pandilleando con Explosión[3]
- Te voy a dar[3]

### Canciones
- El jaranero[3]
- La tacachera[3]
- La despechada 2.0[3]

## Premios
- Esmeraldas Musicales (2018) por la APDAYC.[3]